# Stu Hart
Stewart Edward Hart (* 3. Mai 1915 in Saskatoon, Saskatchewan; † 16. Oktober 2003 in Calgary, Alberta) war ein kanadischer Wrestler, Wrestlingtrainer und Promoter. Auf ihn geht die Hart-Dynastie zurück, die als eine der berühmtesten Familien in der Geschichte des Wrestlings gilt. Zu ihr zählen etwa seine Söhne Bret und Owen, seine Schwiegersöhne James Neidhart und Davey Boy Smith, sowie seine Enkeltochter Natalya.

## Biografie

### Sportlicher Hintergrund/American Football
Stu Hart war in seiner Jugend ein erfolgreicher Amateur Wrestler, ein Ringer im europäischen Sinne, und begann in den 1930er Jahren als Football-Spieler bei den Edmonton Eskimos.
Aufgrund seiner Erfolge im Ringen sollte Hart mit dem kanadischen National-Ringer-Team zu den Olympischen Spielen fahren. Doch zu Beginn des Zweiten Weltkrieges (1939) wurden diese ausgesetzt und Stu Hart zum Kriegsdienst eingezogen.

### Militärzeit
Trotz des Krieges blieb Stu Hart dem Ringen treu, da er seine Kameraden mit verschiedenen Ringkämpfen unterhielt. Beim Militär, genauer in der Royal Canadian Navy, kam er auch erstmals mit dem eigentlichen Wrestling in Kontakt. So debütierte er 1943 dort im Alter von 27 Jahren.
Nach dem Ende des Zweiten Weltkrieges kehrte Hart nach Nordamerika zurück und ging in die Vereinigten Staaten.

### Wrestling-Karriere
Stu Hart ging 1946 nach New York, um sich dort zum Wrestler ausbilden zu lassen. Er wurde dort von der National Wrestling Association unter Vertrag genommen und durchlief ein hartes Fehdenprogramm mit Jack Taylor und Toots Mondt. Beide hatten ein ähnliches Gimmick, da Taylor zu dieser Zeit als Brawler und Mondts als Shoot Fighter unterwegs waren.
Der dort erlernte Wrestling-Stil prägte Stu Harts spätere Karriere. Obgleich er in seiner aktiven Zeit nie eine Championship errang, galt er als exzellenter Techniker, der durchaus auch mit dem harten Stil mithalten konnte. So trat er unter anderem gegen einen Tiger und gegen einen Grizzlybären an.
1948 gründete Hart den Foothills Athletic Club, der in Edmonton, Alberta, Kanada unter dem Banner von Klondike Wrestling veranstaltete. So kam er etwas später auch mit dem Promoter Larry Tillmann in Kontakt, der in Calgary, Alberta die Promotion Stampede Wrestling betrieb.

### Gründung von STAMPEDE Wrestling  und NWA-Beitritt
1951 fusionierten Tillman und Hart zum neuen Banner STAMPEDE Wrestling und beide wurden in den NWA-Vorstand aufgenommen. Larry Tillman wurde der offizielle Vertreter von Stampede, Hart, als Tillmans Vertreter, Beisitzer.
Doch bereits 1952 zog sich Tillman überraschend vom Wrestling zurück und so rückte Stu Hart im Vorstand nach. Im selben Jahr übernahm er auch die alleinige Führung von STAMPEDE und baute diese in den Folgejahren zu einer der führenden kanadischen Promotionen aus.
1957 stellte Stu Hart mit „Stampede Wrestling“ ein erfolgreiches TV-Format auf, das schließlich global in 50 Ländern lief und erst 1989 eingestellt wurde.
1972 beendete Hart seine aktive Karriere im Alter von 56 Jahren.

### Nach dem Karriereende
Nach der Beendigung seiner aktiven Karriere begann Hart nun, vermehrt als Promotor und Wrestling-Ausbilder zu arbeiten. Dafür baute er den Keller seines Wohnhauses zum Dungeon aus. In einer sehr hart ausgelegten Ausbildung durchliefen sowohl Harts eigene Söhne als auch zahlreiche spätere Superstars anderer Promotionen den Dungeon. Wie extrem hart die Ausbildung bei Stu Hart war, würde später dessen Sohn Bret in der Dokumentation Hitman Hart: Wrestling with Shadows zugeben. In dieser Dokumentation bekannte dieser öffentlich, dass er mehrmals während seiner Wrestling-Ausbildung eine reale Todesangst vor seinem Vater hatte, als dieser bei ihm diverse Haltegriffe mit ganzer Kraft durchzog und Bret mit den Worten aufforderte, diesen Griffen entweder zu entkommen oder darin zu sterben.
1982 trat Stu Hart aus dem NWA-Vorstand aus und begann eine enge Zusammenarbeit mit der damaligen World Wrestling Federation. 1984 endete auch Harts Zeit als Trainer und Promoter und so ging Stampede Wrestling in den offiziellen Besitz der WWF über. Doch bereits ein Jahr später (1985) kaufte Harts Sohn Bruce der WWF die Promotion wieder ab.
Stu Hart trat nur noch vereinzelt in der Öffentlichkeit in Erscheinung. So wurde er beispielsweise in der ersten Hälfte der 1990er Jahre, wie die gesamte Hart-Familie, in das Fehdenprogramm zwischen Jerry Lawler und Bret Hart eingebunden.
Am 16. Oktober 2003 starb Stu Hart an den Folgen einer Lungenentzündung. Er wurde im April 2010 in die WWE Hall of Fame aufgenommen.

## Privates
Stu Hart war 53 Jahre lang mit Helen Hart († 2001) verheiratet und zog mit ihr 12 Kinder groß. Die vier Töchter der Familie heirateten später auch Wrestler. Von den acht Söhnen wurden sieben Wrestler, der achte Wrestlingringrichter.

## Ehrungen
- Mitglied der Hall of Fame of Wrestling Observer Newsletter (1996)
- Am 31. Mai 2001 wurde ihm die Order of Canada verliehen.[6]
- Im Jahr 2005 gab die Stadt Saskatoon bekannt, dass eine Straße nach Stu Hart[3] den Namen Hart Road benannt werden soll.
- Mitglied der WWE Hall of Fame Class of 2010 (April 2010)